# Erich Fischer
Erich Fischer (Pforzheim, 31 dicembre 1909 – 17 novembre 1990) è stato un calciatore tedesco, di ruolo attaccante.